# Vencedor (película)
Vencedor (en inglés: Overcomer) es una película estadounidense de drama cristiano de 2019 dirigida por Alex Kendrick y escrita por él y Stephen Kendrick. Es la sexta película de los hermanos Kendrick y la segunda a través de su filial, Kendrick Brothers. Fue estrenada el 23 de agosto de 2019.

## Sinopsis
John Harrison (Alex Kendrick) es entrenador de baloncesto en una escuela secundaria. Debido al cierre de negocios en la ciudad y la partida de varias familias, él acepta ser el entrenador de Hannah Scott (Aryn Wright-Thompson ) que es asmática. El viaje deportivo de Hannah irá acompañado de un autodescubrimiento que responderá a una pregunta que ha sido motivo de preocupación para ella durante mucho tiempo.
La película de nombre vencedor, dirigida por el director de cine Alex Kendrick, y escrita por su hermano Stephen Kendrick, es un drama cristiano de origen estadounidense que fue estrenada en el mes de agosto del año 2019, el tema central de este filme cinematográfico es el cristianismo y la búsqueda de nuestra identidad, como personas cristianas, encaminadas hacia el camino del bien.

## Reparto
- Alex Kendrick como John Harrison: Exentrenador de baloncesto que de mala gana comienza a entrenar a campo traviesa
- Shari Rigby como Amy Harrison: La esposa de John
- Priscilla Shirer como Directora Olivia Brooks: La directora de Brookshire Christian School y mentora de Hannah Scott.
- Cameron Arnett como Thomas Hill: Un ciego y excorredor que alberga un pasado secreto.
- Aryn Wright-Thompson como Hannah Scott: Una huérfana y una corredora de cross country que fue criada por su abuela.
- Jack Sterner como Ethan Harrison: Hijo de John Harrison
- Ben Davies como Entrenador Myers.

## Producción
La idea que resultó en Overcomer llegó a Alex Kendrick en 2011 mientras visitaba eventos de cross country para niños:

Vi a muchos padres entrenar a sus hijos, hablarles y afirmarlos. . . [y] Recuerdo que en las Escrituras, Pablo habla de que la vida es como una carrera. Y quieres terminar bien. Entonces [la idea] entró en la incubadora de oración. Luego, mientras oramos acerca de 'Señor, ¿qué quieres que hagamos?', Eso me vino a la mente. Y la incitación a hablar sobre identidad.

Overcomer fue filmado principalmente en Columbus, Georgia, con algunas escenas tomadas en Nashville, Tennessee y Albany, Georgia. En el verano de 2018, Affirm Films y Provident Films anunciaron que habían terminado la filmación y que ahora estaban en postproducción.
Overcomer se hizo con un presupuesto de $5 millones, que es $2 millones más que su última película, el presupuesto de 
War Room. Debido al presupuesto más amplio, la película se filmó con el mismo equipo de cámara utilizado para filmar The Avengers, con las tomas en interiores filmadas en sets construidos por el equipo de producción, que era algo que los Kendricks nunca habían hecho antes en sus anteriores películas. El productor y coguionista de la película, Stephen Kendrick, dijo sobre su trabajo en la película: [Overcomer es] la mejor toma... [la] mejor iluminación. Yo diría que la mejor actuación en muchos sentidos. La historia tiene algo de aseados giros y vueltas en él".
Varios actores que aparecieron en películas anteriores de Kendrick Brothers fueron elegidos para papeles en Overcomer, incluidos Priscilla Shirer y Ben Davies. Paul Mills, quien escribió la partitura para War Room, también volvió a componer para Overcomer. La banda sonora incluye el ajuste de grabación #1 canción cristiana "You Say" de Lauren Daigle que ayuda al primer lugar durante 62 semanas. También cruzó y alcanzó el número 1 en las listas de Adult Contemporary.

## Tema
El tema principal del vencedor es encontrar la identidad de uno en Cristo, y se basa principalmente en Efesios 1 y 2. Sobre el tema que la película estaba destinada a abordar, Alex Kendrick relató lo siguiente:

Nuestra cultura quiere decir que la identidad es lo que sientes, o lo que la cultura dice de ti, o algún estado, estado laboral, estado financiero. . . [y] y todas esas cosas pueden cambiar. Entonces, ¿quién eres cuando te quitan lo que eres conocido?

Con respecto a la naturaleza religiosa de la película y las producciones anteriores de los hermanos Kendrick, Kendrick dijo:

Nuestro [propósito] principal es ayudar a las personas que ya conocen a Cristo, a seguir creciendo y vivir su fe. 

Pero hay una verdad en nuestras películas que también se desangrará en audiencias seculares. Muchas personas que ven nuestras películas se ven afectadas por los mensajes, incluso si no comparten nuestra fe. 

Podemos hacer una película, pero solo Dios puede cambiar el corazón.

El título de la película se inspiró en 1 Juan 5: 5.

## Estreno
Overcomer examinado temprano en varias ciudades, incluyendo Atlanta, Georgia. También recibió una preselección el 28 de marzo de 2019 en la Proclamación 19. de las Religiosas Nacionales. La película se estrenó en los Estados Unidos el 23 de agosto de 2019.

## Recepción

### Taquilla
En los Estados Unidos y Canadá, Overcomer fue lanzado junto con Angel Has Fallen, se proyectó que Overcomer recaudaría alrededor de $6 millones de 1,723 teatros en su primer fin de semana. Antes de su lanzamiento, Fandango informó que las ventas anticipadas de entradas de la película superaron a las de 
Breakthrough, que debutó a $11.2 millones en marzo de 2019. Overcomer ganó $3 millones en su primer día, incluidos $775,000 de los avances de la noche del jueves. Pasó a un rendimiento ligeramente superior, debutando a $8.1 millones durante el fin de semana; Al igual que con muchas películas basadas en la fe, jugó mejor en los estados del Medio Oeste y del Sur. La película ha recaudado $37.9 millones en todo el mundo a diciembre de 2019.

### Crítica
En Rotten Tomatoes, la película tiene una calificación de aprobación del 50% basada en 16 reseñas, con una calificación promedio de 5.79/10. En Metacritic, la película tiene una puntuación promedio ponderada de 17 de 100, basada en 5 críticas, lo que indica "aversión abrumadora". Las audiencias encuestadas por CinemaScore le dieron a la película una calificación promedio rara de "A +" en una escala de A + a F. Si bien Deadline Hollywood señaló que se había convertido en "estándar" para las películas basadas en la fe, Kendrick se convirtió en el segundo director (después de Rob Reiner) en tener tres películas diferentes que obtuvieron el puntaje.